# Magyarhomorog
Magyarhomorog község Hajdú-Bihar vármegyében, a Berettyóújfalui járásban.

## Fekvése
Biharkeresztestől délnyugatra, Komádi és Körösszakál között fekszik; természetföldrajzi szempontból a Bihari-sík déli peremén, a Kis-Sárrét szomszédságában helyezkedik el.
Szomszédai: észak felől Mezősas, északkelet felől Körösszegapáti (Körmösdpuszta), kelet felől Körösszakál, délkelet felől Biharugra; dél, délnyugat és nyugat felől Komádihoz tartozó területek határolják, északnyugat felől pedig még határos Zsákával és Furtával is.

### Megközelítése
A településen végighúzódik kelet-nyugati irányban a Biharkeresztes-Komádi közti 4215-ös út, közúton csak ezen érhető el a két végponti település irányából. Vasútvonal nem érinti, a legközelebbi működő vasútállomás a Püspökladány–Biharkeresztes-vasútvonal Biharkeresztes vasútállomása.

## Története
Magyarhomorog Árpád-kori település. Nevét Humuroc alakban írva már 1214-ben említette a Váradi regestrum egy perrel kapcsolatban, mely során Csőszi falubeliek egy ide való embert latorsággal vádoltak meg. 1322-ben Humuruk, 1273-ban Homrok, 1291-ben Humuruk, 1332-ben Humrugd írásmóddal írták nevét. 1322-ben Humuruk Márton fia Mihály mester birtoka volt, és Tótival volt határos. A 16. században esperességi székhely volt, melyhez 2 alesperesség és 32 plébánia tartozott. 1406-ban Csáky-birtok volt, ekkor Kényes-Homorog néven említették. 1553-ban Kis-Homorog néven a Literaty, a Vémen és a Csáky családok birtoka volt. 1612-ben Buchy Benedek kapta adományba Bethlen Gábor fejedelemtől. 1732-ben a Buday, a Tarsoly, a Kiss, a Szász és a Szabó családok birtoka, az 1800-as évek második felében pedig Buday Anna, Rettegi Zsigmond és György, Fehér Sándor, valamint a Balogh és a Nemes családok birtoka volt. Az 1900-as évek elején a Csáky családnak és a Farkas-örökösöknek volt itt birtoka.
Az 1910-es összeíráskor 1669 lakosából 1475 magyar volt, 183 pedig román. Ebből 1206 református, 379 görögkeleti ortodox, 53 izraelita volt. A 20. század elején Bihar vármegye Biharkeresztesi járásához tartozott. Az 1900-as évek elején a településhez tartoztak még Kenéz, Czifra-Nyésta, Petend, Nagy-Nyésta, Kis-Tóti, Nagy-Tóti, Mogyorós puszták és Boldogasszonytelke is.

### Nagy-Nyésta
Ma puszta, illetve szántóföldekkel teli vidék, egykor azonban egyházas hely, népes település volt. A 13. század végén neve még a püspöki tizedjegyzékben is szerepelt Egyházas-Nyésta néven. 1553-ban még 3 birtokosa volt: Márkus András, Sárándi János és Izsákai Ozsvát.
Földjei átlagban 15-20 aranykoronások, földgázkitermelés is zajlik a területen.

### Kis- és Nagytóti
Kis- és Nagytóti puszta egykor Tóti néven ikerközség és szintén egyházas hely volt. A 14. század elején Benczencz biharmegyei alispán, később Ivánki váradi püspök testvérei, majd a Csákyak voltak földesurai. Egyházát már 1322-ben is említette egy oklevél.

### Boldogasszonytelke
Boldogasszonytelke 1489-ben még mint község volt említve, mely ekkor a Nadányiak birtoka volt.

### Petend
Petend mára már elpusztult, egykori egyházas község emlékét őrzi neve. 1552-ben Sasvári Ferenc és Eősi Boldizsár voltak Petend birtokosai.

## Közélete

### Polgármesterei
| Időszak   | Polgármester        | Párt        | Megjegyzés |
| --------- | ------------------- | ----------- | ---------- |
| 1990–1994 | Nagy Barna          | független   |            |
| 1994–1998 | Nagy Barna          | független   |            |
| 1998–2002 | Nagy Barna          | független   |            |
| 2002–2006 | Nagy Barna          | független   |            |
| 2006–2010 | Nagy Barna          | független   |            |
| 2010–2014 | Barabás Károlyné    | Fidesz      |            |
| 2014–2019 | Barabás Károlyné    | Fidesz-KDNP |            |
| 2019–2024 | Barabás Károlyné    | Fidesz-KDNP |            |
| 2024–     | Vajda Róbert Károly | független   |            |

## Népesség
A település népességének változása:
| Lakosok száma | 955  | 935  | 922  | 786  | 768  | 722  | 732  |
|               | 2013 | 2014 | 2015 | 2021 | 2022 | 2023 | 2024 |

2001-ben a település lakosságának közel 100%-a magyar nemzetiségűnek vallotta magát.
A 2011-es népszámlálás során a lakosok 90,9%-a magyarnak, 0,3% bolgárnak, 0,9% cigánynak, 0,7% románnak mondta magát (9,1% nem nyilatkozott; a kettős identitások miatt a végösszeg nagyobb lehet 100%-nál). A vallási megoszlás a következő volt: római katolikus 3,9%, református 62,2%, görögkatolikus 0,2%, felekezeten kívüli 16,1% (16,8% nem válaszolt).
2022-ben a lakosság 94,5%-a vallotta magát magyarnak, 0,8% cigánynak, 0,8% románnak, 0,1% lengyelnek, 0,1% németnek, 2,3% egyéb, nem hazai nemzetiségűnek (5,5% nem nyilatkozott; a kettős identitások miatt a végösszeg nagyobb lehet 100%-nál). Vallásuk szerint 50,9% volt református, 2% római katolikus, 0,7% görög katolikus, 0,4% egyéb keresztény, 1% egyéb katolikus, 16,8% felekezeten kívüli (28,1% nem válaszolt).

## Nevezetességei
Református temploma 1894-ben épült, Görögkeleti temploma 1880-ban. 
Magyarhomorogi Szabó Pál Általános Iskola és Óvoda.

## Híres szülöttei
- Lukács Sándor (Magyarhomorog, 1823. május 23. - Bisanos, 1854. június 8.) az 1848/49-es első népképviseleti országgyűlés tagja. Győr városi kerület képviselője.